# Greatest Hits Tour (Elton John)
Greatest Hits Tour – światowa trasa koncertowa Eltona Johna, która odbyła się w 2011 i 2012 r; obejmowała 146 koncertów.
W 2011 Elton John dał 44 koncerty w Ameryce Północnej, 29 w Europie, 1 w Brazylii, 2 w Azji i 10 w Oceanii; w 2012 – 30 koncertów w Ameryce Północnej, 3 w Ameryce Południowej i 26 w Europie.

## Lista koncertów

### Koncerty w 2011

#### Ameryka Północna – część 1
- 14 i 15 lutego – Victoria, Kanada – Save-On-Foods Memorial Centre
- 17 lutego – Eugene, Oregon, USA – Matthew Knight Arena
- 19 lutego – Reno, Nevada, USA – Reno Events Centre
- 24 i 25 lutego – Kahului, Hawaje, USA – Maui Arts and Cultural Centre
- 11 marca – Uncasville, Connecticut, USA – Mohegan Sun Arena
- 12 marca – Worcester, Massachusetts, USA – DCU Center
- 16 marca – Nowy Jork, USA – Madison Square Garden
- 18 marca – Norfolk, Wirginia, USA – Ted Constant Convocation Center
- 20 marca – Nowy Jork, Nowy Jork, USA – Madison Square Garden
- 23 marca – Pittsburgh, Pensylwania, USA – Consol Energy Center
- 25 marca – Filadelfia, Pensylwania, USA – Wells Fargo Center
- 26 marca – Baltimore, Maryland, USA – 1st Mariner Arena
- 27 marca – University Park, Pensylwania, USA – Bryce Jordan Center
- 6 kwietnia – Bismarck, Dakota Północna, USA – Bismarck Civic Center
- 8 kwietnia – Spokane, Waszyngton, USA – Spokane Veterans Memorial Arena
- 9 kwietnia – Boise, Idaho, USA – Taco Bell Arena
- 10 kwietnia – Billings, Montana, USA – Rimrock Auto Arena at Metra Park
- 12 kwietnia – Denver, Kolorado, USA – Wells Fargo Theatre (solowy koncert)
- 15 kwietnia – Louisville, Kentucky, USA – KFC Yum! Center
- 16 kwietnia – Springfield, Massachusetts, USA – JQH Arena
- 17 kwietnia – Peoria, Illinois, USA – Carver Arena
- 22 kwietnia – Wilkes-Barre, Pensylwania, USA – Mohegan Sun Arena at Casey Plaza
- 23 kwietnia – Rochester, Illinois, USA – Blue Cross Arena
- 3 maja – Sioux City, Iowa, USA – Gateway Arena
- 4 maja – La Crosse, Wisconsin, USA – La Crosse Center
- 6 maja – Duluth, Minnesota, USA – AMSOIL Arena
- 7 maja – Winnipeg, Manitoba, Kanada – MTS Centre
- 10 maja – Saskatoon, Saskatchewan, Kanada – Credit Union Centre
- 11 i 12 maja – Regina, Saskatchewan, Kanada – Brandt Centre
- 14 maja – Calgary, Alberta, Kanada – Scotiabank Saddledome

#### Europa – część 1
- 5 czerwca – Scarborough, Anglia – Scarborough Open Air Theatre (solowy koncert)
- 8 i 9 czerwca – Cardiff, Walia – Motorpoint Arena Cardiff
- 10 czerwca – Glasgow, Szkocja – Scottish Exhibition and Conference Centre
- 12 czerwca – Shrewsbury, Anglia – Greenhouse Meadow
- 14 czerwca – Monachium, Niemcy – Olympiahalle
- 16 czerwca – Douglas, Anglia – Nobles Park (solowy koncert)
- 17 czerwca – Lipsk, Niemcy – Volkerschlachtdenkmal
- 18 czerwca – Berlin, Niemcy – O2 World
- 19 czerwca – Kolonia, Niemcy – Lanxess Arena
- 21 czerwca – Hanower, Niemcy – TUI Arena
- 22 czerwca – Mannheim, Niemcy – SAP Arena
- 25 czerwca – Northampton, Anglia – Northampton County Cricket Ground
- 26 czerwca – Hove, Anglia – Hove County Cricket Ground
- 28 czerwca – Cork, Irlandia – The Docklands
- 1 lipca – Fryburg Bryzgowijski, Niemcy – Messe Freiburg Open Air
- 5 lipca – Stambuł, Turcja – Küçükçiftlik Park
- 6 lipca – Ankara, Turcja – Ankara Arena

#### Ameryka Północna – część 2
- 9 lipca – Quebec, Quebec, Kanada – Plains of Abraham

#### Europa – część 2
- 12 lipca – Padwa, Włochy – Anfiteatro Camerini
- 13 lipca – Rzym, Włochy – Auditorium Parco della Musica
- 14 lipca – Lucca, Włochy – Piazza Napoleone
- 16 lipca – Pori, Finlandia – Kirjurinluoto Arena
- 17 lipca – Hertfordshire, Anglia – Hatfield House

#### Ameryka Północna – część 3
- 3 września – Bethel, Nowy Jork, USA – Bethel Woods Center for the Arts
- 4 września – Saratoga Springs, Nowy Jork, USA – Saratoga Performings Arts Center
- 7 września – Noblesville, Indiana, USA – Verizon Wireless Music Center
- 8 września – Cuyahoga Falls, Ohio, USA – Blossom Music Center
- 9 września – Oshawa, Ontario, Kanada – General Motors Centre
- 10 września – Windsor, Ontario, Kanada – WFCU Centre
- 13 września – Sydney, Nowa Szkocja, Kanada – Centre 200
- 14 i 15 września – Summerside, Wyspa Księcia Edwarda, Kanada – Consolidaded Credit Union Place
- 21 września – Austin, Teksas, USA – Moody Theater

Koncerty w Ameryce Północnej od 9 do 21 września zostały wyprzedane.

#### Ameryka Południowa
- 23 września – Rio de Janeiro, Brazylia – Parque Olímpico Cidade do Rock

#### Europa – część 3
- 3 listopada – Ryga, Łotwa – Arena Rīga
- 4 listopada – Wilno, Litwa – Siemens Arena
- 7 listopada – Petersburg, Rosja – Ice Palace Saint Petersburg
- 8 listopada – Kijów, Ukraina – Kiev Palace of Sports
- 11 listopada – Lublana, Słowenia – Arena Stožice
- 14 listopada – Moskwa, Rosja – Crocus City Hall

#### Azja
- 20 listopada – Kallang, Singapur – Singapoore Indoor Stadium
- 21 listopada – Genting Highlands, Malezja – Arena of Stars

#### Oceania
- 25 listopada – Dunedin, Nowa Zelandia – Forsyth Barr Stadium
- 26 i 27 listopada – Sydney, Australia – Lyric Theatre
- 30 listopada – Brisbane, Australia – Brisbane Entertainment Centre
- 3 i 4 grudnia – Hunter Valley, Australia – Hope Estate Winery Amphitheatre
- 6 i 7 grudnia – Melbourne, Australia – Rod Laver Arena
- 9 grudnia – Adelaide, Australia – Coopers Brewery Amphitheatre
- 11 grudnia – Perth, Australia – Burswood Dome

### Koncerty w 2012

#### Ameryka Północna – część 1
- 6 i 7 stycznia – Honolulu, Hawaje, USA – Neal S. Blaisdell Center

#### Ameryka Południowa – część 1
- 1 lutego – Lima, Peru – Estadio Nacional
- 3 lutego – San José, Kostaryka – Estadio Ricardo Saprissa Aymá
- 5 lutego – Caracas, Wenezuela – Estadio de Fútbol Universidad Simón Bolívar

#### Ameryka Północna – część 2
- 24 lutego – Zapopan, Meksyk – Estadio Omnilife
- 6 marca – Augusta, Georgia, USA – James Brown Arena
- 7 marca – North Charleston, Karolina Południowa, USA – North Charleston Coliseum
- 9 marca – Sunrise, Floryda, USA – BankAtlantic Center
- 10 marca – Orlando, Floryda, USA – Amway Center
- 13 marca – Estero, Floryda, USA – Germain Arena
- 15 marca – Roanoke, Wirginia, USA – Roanoke Civic Center
- 16 marca – Raleigh, Karolina Północna, USA – RBC Center
- 17 marca – Richmond, Wirginia, USA – Richmond Coliseum
- 20 marca – Evansville, Indiana, USA – Ford Center
- 21 marca – Kalamazoo, Michigan, USA – Wings Stadium
- 22 marca – Madison, Wisconsin, USA – Alliant Energy Center
- 24 marca – Grand Forks, Dakota Północna, USA – Ralph Engelstad Arena
- 21 kwietnia – Fort Wayne, Indiana, USA – Allen County War Memorial Coliseum
- 22 kwietnia – Mankato, Minnesota, USA – Verizon Wireless Center
- 24 kwietnia – Lethbridge, Alberta, Kanada – ENMAX Centre
- 25 kwietnia – Red Deer, Alberta, Kanada – ENMAX Centrium
- 26 kwietnia – Grande Prairie, Alberta, Kanada – Canada Games Arena

Na koncertach od 21 do 26 kwietnia Elton występował sam.

#### Europa – część 2
- 1 czerwca – Wetzlar, Niemcy – Hessentagsarena
- 3 czerwca – Taunton, Anglia – Taunton County Ground
- 4 czerwca – Londyn, Anglia – Buckingham Palace Garden
- 5 czerwca – Harrogate, Anglia – Great Yorkshire Showground
- 7 czerwca – Belfast, Irlandia Północna – Odyssey Arena
- 9 czerwca – Chesterfield, Anglia – B2net Stadium
- 10 czerwca – Falkirk, Szkocja – Falkirk Stadium
- 13 czerwca – Newcastle, Anglia – Metro Radio Arena
- 15 czerwca – Birmingham, Anglia – LG Arena
- 16 czerwca – Blackpool, Anglia – Blackpool Tower Promenade
- 20 czerwca – Nicea, Francja – Palais Nikaia
- 22 czerwca – Lyon, Francja – Halle Tony Garnier
- 29 czerwca – Ludwiglust, Niemcy – Schloss Ludwiglust
- 30 czerwca – Kijów, Ukraina – Maidan Nezalehnosti (koncert z udziałem Queen i Adama Lamberta)
- 2 lipca – Ibiza, Hiszpania – The Sunset Strip
- 3 lipca – Oberhausen, Niemcy – König Pilsener Arena
- 4 lipca – Augustenborg, Dania – Augustenborg Park
- 7 lipca – Łódź, Polska – Atlas Arena
- 10 lipca – Bratysława, Słowacja – Ondrej Nepela Arena
- 12 lipca – Locarno, Szwajcaria – Piazza Grande Locarno
- 13 lipca – Zurych, Szwajcaria – Dolder Kunsteisbahn am Adlisberg
- 14 lipca – Würzburg, Niemcy – Residenzplatz
- 18 lipca – Tüβling, Niemcy – Schloss Tüßling
- 20 lipca – Ulm, Niemcy – Münsterplatz
- 21 lipca – Nîmes, Francja – Arena of Nîmes

#### Ameryka Północna – część 3
- 7 września – Sarnia, Kanada – RBC Centre
- 11 września – Jackson, Missisipi, USA – Mississippi Coliseum
- 12 września – Huntsville, Alabama, USA – Von Braun Center
- 14 września – Tampa, Floryda, USA – USF Sun Dome
- 15 września – Savannah, Georgia, USA – Savannah Civic Center
- 16 września – Johnson City, Tennessee, USA – Freedom Hall Civic Center
- 18 września – Wheeling, Wirginia Zachodnia, USA – WesBanco Arena
- 19 września – Peterborough, Ontario, Kanada – Peterborough Memorial Arena

#### Europa – część 3
- 21 września – Londyn, Anglia – Wembley Arena

## Koncerty odwołane i przeniesione

### Koncerty odwołane
- 3 lipca 2011 – Zagrzeb, Chorwacja – Arena Zagreb (odwołany)
- 5 lipca 2011 – Budva, Czarnogóra – Amphitheater Sveti Stefan (odwołany)
- 27 sierpnia 2011 – Haga, Holandia – Schevegeningen Beach (odwołany)
- 1 września 2011 – Lima, Peru – Explada del Monumental (odwołany)
- 13 września 2011 – Clarkston, Michigan, USA – DTE Energy Music Theater (odwołany)
- 16 września 2011 – Camden, New Jersey, USA – Susquehanna Bank Center (odwołany)
- 8 lipca 2012 – Gdańsk, Polska – Ergo Arena (odwołany)
- 22 lipca 2012 – Amsterdam, Holandia – Ziggo Dome (odwołany)

### Koncerty przeniesione
- 19 kwietnia 2011 – La Crosse, Wisconsin, USA – La Crosse Center (przeniesiony na 4 maja)
- 12 czerwca 2011 – Ludwiglust, Niemcy – Schloss Ludwiglust (przeniesiony na 29 czerwca)
- 23 czerwca 2011 – Fryburg Bryzgowijski, Niemcy – Messe Freiburg Open Air (przeniesiony na 1 lipca)
- 2 lipca 2011 – Izola, Słowenia – Mestni Stadion Izola (przeniesiony na 11 listopada do Lublany na arenę Stožice)
- 18 listopada 2011 – Bogor, Indonezja – SICC Auditorium (przeniesiony na 17 listopada na Mata Elang International Stadium)
- 8 września 2012 – Peterborough, Ontario, Kanada – Peterborough Memorial Centre (przeniesiony na 19 września)

## Artyści supportujący Eltona Johna
- 2Cellos (niektóre koncerty w Europie, Ameryce Północnej i Australii)
- Tim Bendzko (Niemcy w 2011)
- Ed Drewett (Shrewsburg, Northampton i Hove)
- NeEMA (Lukka)
- Soffi Hellborg, Sing the Truth (Pori)
- Katie Thomson (Dunedin)
- Kara Gordon (Dunedin)
- Hokitika (Dunedin)
- Eran James (Hunter Valley i Australia)
- Tallia Storm (Falkirk)